# (2392) Jonathan Murray
(2392) Jonathan Murray es un asteroide perteneciente al cinturón de asteroides, descubierto el 25 de junio de 1979 por Eleanor F. Helin y el también astrónomo Schelte John Bus desde el Observatorio de Siding Spring, Nueva Gales del Sur, Australia.

## Designación y nombre
Designado provisionalmente como 1979 MN1. Fue nombrado Jonathan Murray en homenaje a “Jonathan Murray” hijo de unos amigos de la descubridora.